# Fitzrovia
Fitzrovia es un barrio en el centro de Londres, cerca del West End de Londres, que queda en parte en el municipio londinense de Camden (este) y parte en la Ciudad de Westminster (en el oeste); y se encuentra entre Marylebone y Bloomsbury y al norte del Soho. Se caracteriza por su uso mixto de residencia, negocios, tiendas al por menor, educación y sanidad, sin que predomine una sola actividad. La zona históricamente bohemia fue en el pasado el hogar de escritores como Virginia Woolf, George Bernard Shaw y Arthur Rimbaud.
Aunque a menudo se describe como un lugar de lujo, y casa de algunas celebridades, como gran parte del Londres interior, Fitzrovia presenta amplias disparidades de riqueza y contiene una mezcla de propietarios ricos así como muchos inquilinos más pobres. Al vecindario se le reconoce un índice de pobreza superior a la media.

## Etimología

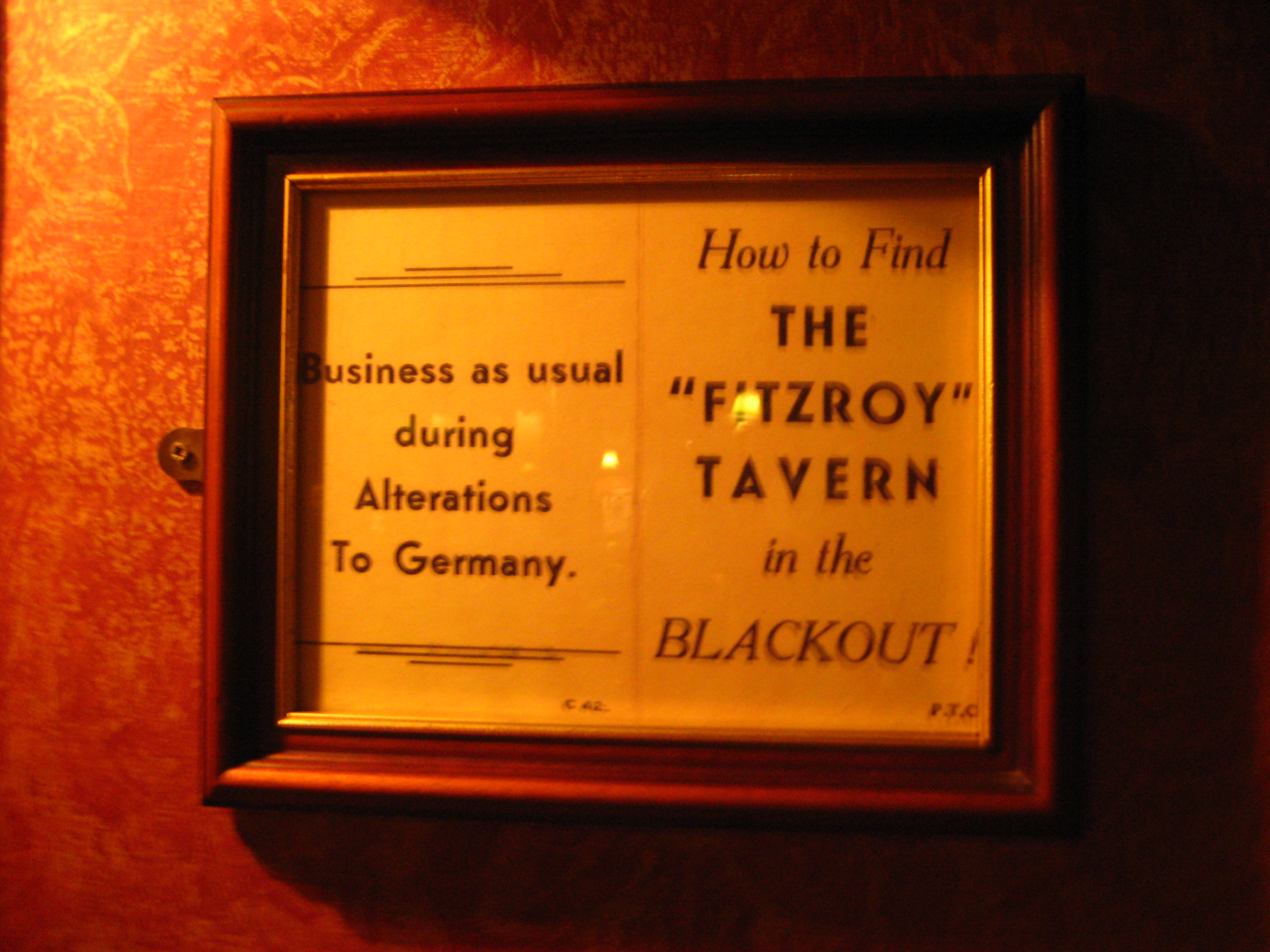
La Fitzroy Tavern puede que diera lugar al nombre del barrio

Fitzrovia recibe este nombre posiblemente por la Fitzroy Tavern, un pub situado en la esquina de Charlotte Street y Windmill Street dentro del distrito. El nombre fue adoptado durante los años de entreguerras inicialmente y más tarde en reconocimiento a la comunidad artística y bohemia que habitualmente se encontraba en el pub. (El nombre Fitzroy deriva del franco-normando para "hijo del rey", aunque usualmente implica que quien lo detentó originariamente era un hijo bastardo de un rey)
El nombre Fitzrovia fue documentado en imprenta por primera vez por Tom Driberg MP en la columna de cotilleo William Hickey del Daily Express en 1940.

## Historia

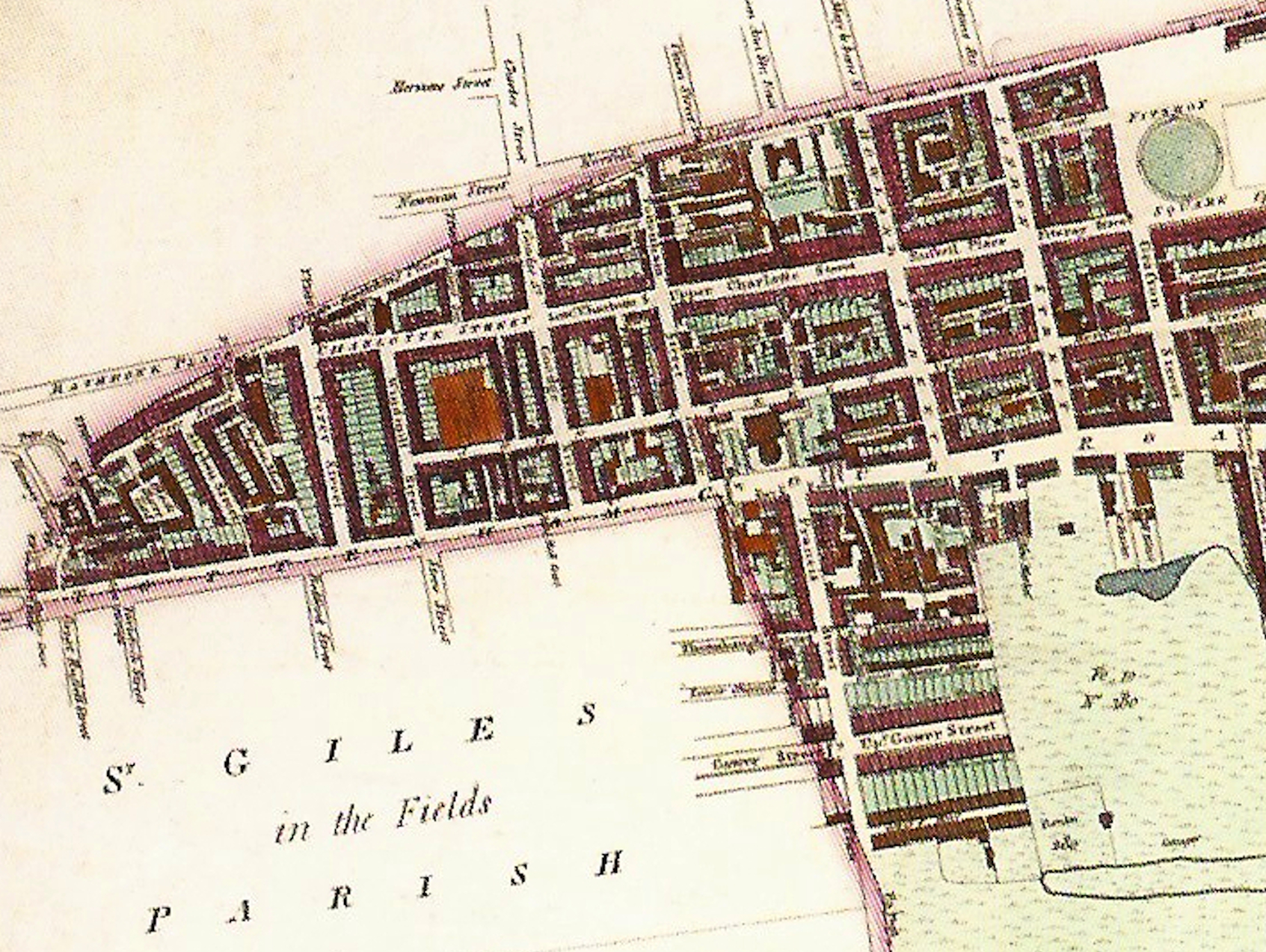
Mapa que describe la zona de Fitzrovia (véase al norte de Tottenham Court Road), 1804

La Fitzroy Tavern llevaba este nombre por Charles FitzRoy (más tarde barón Southampton), quien desarrolló primero la parte septentrional de la zona en el siglo XVIII. FitzRoy adquirió el señorío de Tottenhall y construyó Fitzroy Square, a la que dio su nombre; la cercana Fitzroy Street también lleva su nombre. La plaza es el más distinguido de los rasgos arquitectónicos originales del distrito, habiendo sido diseñada en parte por Robert Adam. La zona suroeste fue desarrollada por vez primera por el duque de Newcastle que estableció Oxford Market, ahora la zona alrededor de Market Place. A comienzos del siglo XIX, esta parte de Londres estaba muy construida, cortando una de las principales rutas que lo atravesaban, Marylebone Passage, reduciéndolo a los pequeños restos que hoy quedan en Wells Street, al lado opuesto de donde debió estar el pub Tiger.
Además de la Fitzroy Square y la cercana Fitzroy Street, hay numerosos lugares que recibieron su nombre de la familia FitzRoy y la familia Devonshire/Portland, ambos propietarios locales significativos.
Gran parte de Fitzrovia fue desarrollada por pequeños propietarios, de ahí que el esquema de las calles sea irregular, a diferencia de lo que ocurrió en los distritos vecinos de Marylebone y Bloomsbury, que estaban dominados por uno o dos propietarios, y de esa manera se desarrollaron más sistemáticamente.
El rasgo más destacado de la zona es la Torre BT, en Cleveland Street, que es uno de los edificios más altos de Londres y que estaba abierto al público hasta que explotó una bomba del IRA en el restaurante giratorio en 1971.

## Geografía
Fitzrovia está limitado por Euston Road al norte, por Oxford Street al sur, por Gower Street al este y por Great Portland Street al oeste.